# Regione ecclesiastica Umbria
La Regione ecclesiastica Umbria è un ente ecclesiastico dotato di personalità giuridica eretto dalla Santa Sede ed è una delle sedici regioni ecclesiastiche in cui è suddiviso il territorio della Chiesa cattolica in Italia.
Il suo territorio comprende il territorio della regione amministrativa Umbria della Repubblica Italiana e alcune località nel Lazio e nelle Marche.

## La regione ecclesiastica oggi

### Statistiche
Dati statistici secondo l'Annuario pontificio 2024:
- Superficie in km²: 8.739
- Abitanti: 918.924
- Parrocchie: 599
- Numero dei sacerdoti secolari: 447
- Numero dei sacerdoti regolari: 400
- Numero dei diaconi permanenti: 152

### Suddivisione
Questa regione ecclesiastica è composta da otto diocesi, così ripartite:
- Arcidiocesi di Perugia-Città della Pieve, sede metropolitana, che ha come suffraganee:
  - Diocesi di Assisi-Nocera Umbra-Gualdo Tadino
  - Diocesi di Città di Castello
  - Diocesi di Foligno
  - Diocesi di Gubbio
- Arcidiocesi di Spoleto-Norcia, immediatamente soggetta alla Santa Sede
- Diocesi di Orvieto-Todi, immediatamente soggetta alla Santa Sede
- Diocesi di Terni-Narni-Amelia, immediatamente soggetta alla Santa Sede

## Conferenza episcopale umbra
La conferenza episcopale umbra ha sede ad Assisi.
- Presidente: Renato Boccardo, arcivescovo di Spoleto-Norcia
- Vicepresidente: Ivan Maffeis, arcivescovo metropolita di Perugia-Città della Pieve
- Segretario: Francesco Antonio Soddu, vescovo di Terni-Narni-Amelia[2]

### Cronotassi dei presidenti
- Ennio Antonelli (1988-1995)
- Sergio Goretti (1996-2004)
- Giuseppe Chiaretti (2004-2009)
- Vincenzo Paglia (2009-2012)
- Gualtiero Bassetti (2012-2017)
- Renato Boccardo, dal 2017

## Diocesi umbre soppresse
- Diocesi di Arna
- Diocesi di Bettona
- Diocesi di Bevagna
- Diocesi di Foro Flaminio
- Diocesi di Martana
- Diocesi di Otricoli
- Diocesi di Plestia
- Diocesi di Spello
- Diocesi di Trevi